# Parafia św. Stanisława Kostki w Gdańsku
Parafia św. Stanisława Kostki w Gdańsku – rzymskokatolicka parafia usytuowana w gdańskiej dzielnicy VII Dwór przy ulicy Abrahama. Wchodzi w skład dekanatu Gdańsk Oliwa, który należy do archidiecezji gdańskiej.
Na terenie parafii mieszka były Prezydent RP Lech Wałęsa.

## Proboszczowie
- 1982–2001: ks. Henryk Tribowski[2][3]
- 2001–2004: ks. kan. prof. dr hab. Zdzisław Kropidłowski[4]
- od 2004: ks. prał. dr Mirosław Paracki[5][6]